# Травник (город)
Тра́вник (босн. и хорв. Travnik, серб. Травник) — город, центр одноимённой общины в центральной части Боснии и Герцеговины, административный центр Среднебоснийского кантона. Название происходит от славянского травьникъ — «травянистое место, луг, пастбище».

## География и климат

### География

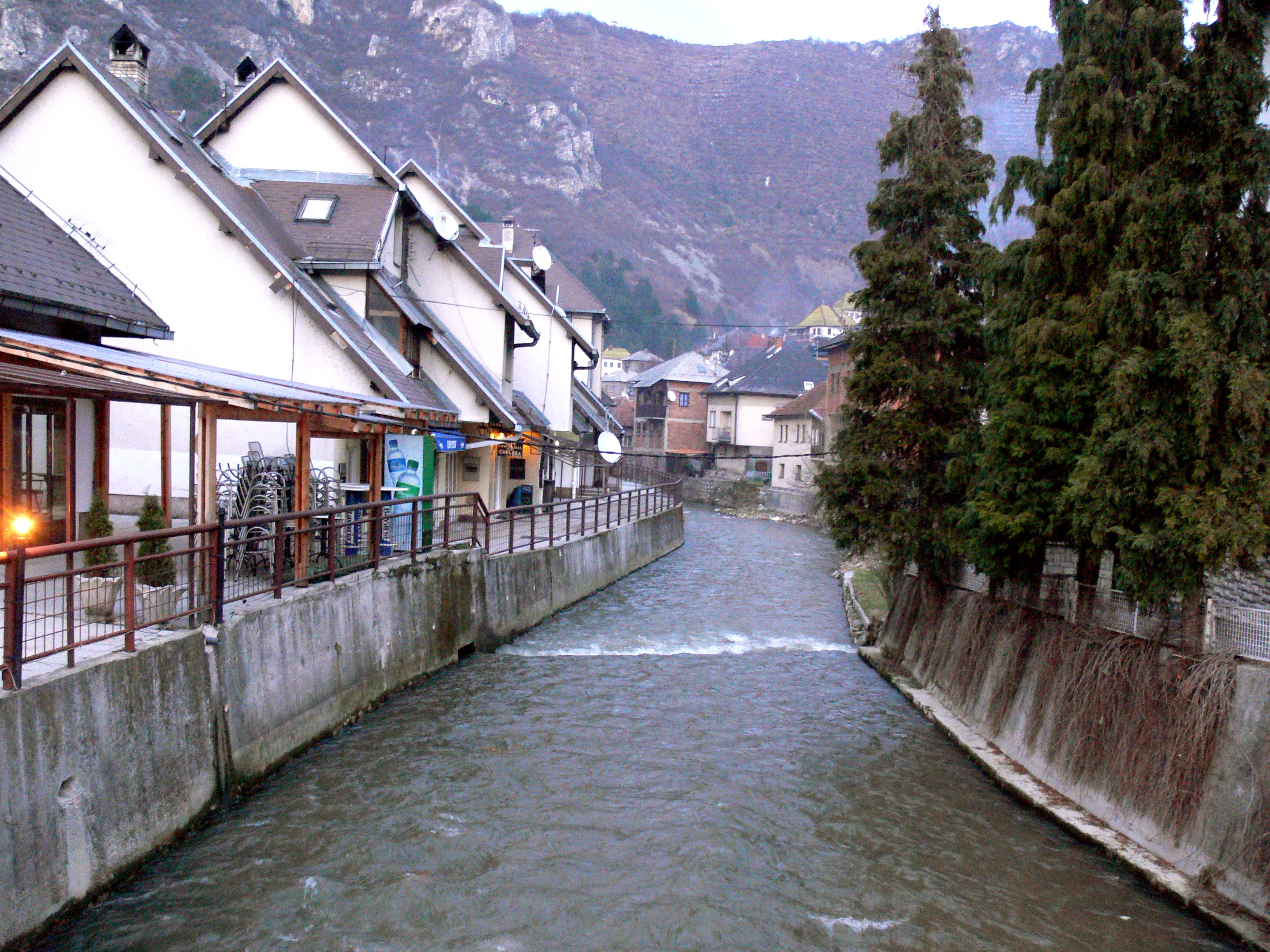
Вид на Лашву с моста в Травнике

Травник расположен в центральной части Боснии и Герцеговины, в пределах исторической области Босния, примерно в 90 километрах западнее Сараева. Через город, с запада на восток, протекает река Лашва, впадая затем в Босну. Травник находится в большой Лашвинской долине, которая объединяет долину Босны на востоке и долину Врбаса на западе.
Травник расположен на средней высоте 514 м над уровнем моря, между горами Виленица на юге и Влашич на севере (получившей своё название от Валахов). Последняя является одной из наиболее высоких в Боснии и Герцеговине, её высота составляет 1943 метра.

### Климат
Травник находится в зоне умеренного континентального климата. Средняя годовая температура — +9.6 °C, январь (в среднем — −1 °C) — самый холодный месяц года, а июль (в среднем — +19,5 °C) — самый тёплый. Самая высокая зарегистрированная температура составляла +37 °C, в то время как самая низкая — −27 °C. Осадки выпадают в течение всего года (в среднем, 117 дней в году).
| Показатель                    | Янв. | Фев. | Март | Апр. | Май  | Июнь | Июль | Авг. | Сен. | Окт. | Нояб. | Дек. | Год  |
| ----------------------------- | ---- | ---- | ---- | ---- | ---- | ---- | ---- | ---- | ---- | ---- | ----- | ---- | ---- |
| Абсолютный максимум, °C       | 14   | 18   | 25   | 26   | 29   | 33   | 37   | 36   | 33   | 28   | 22    | 18   | 37   |
| Средний суточный максимум, °C | 1    | 4    | 9    | 12   | 18   | 21   | 24   | 23   | 20   | 14   | 7     | 2    | 12,9 |
| Средняя температура, °C       | −1   | 1,5  | 5,5  | 9    | 14,5 | 17   | 19,5 | 18,5 | 15,5 | 10,5 | 4,5   | 0    | 9,6  |
| Средний суточный минимум, °C  | −3   | −1   | 2    | 6    | 11   | 13   | 15   | 14   | 11   | 7    | 2     | −2   | 6,3  |
| Абсолютный минимум, °C        | −27  | −21  | −16  | −4   | 0    | 0    | −20  | 4    | −2   | −7   | −19   | −21  | −27  |
| Источник: MyForecast          |      |      |      |      |      |      |      |      |      |      |       |      |      |

## История

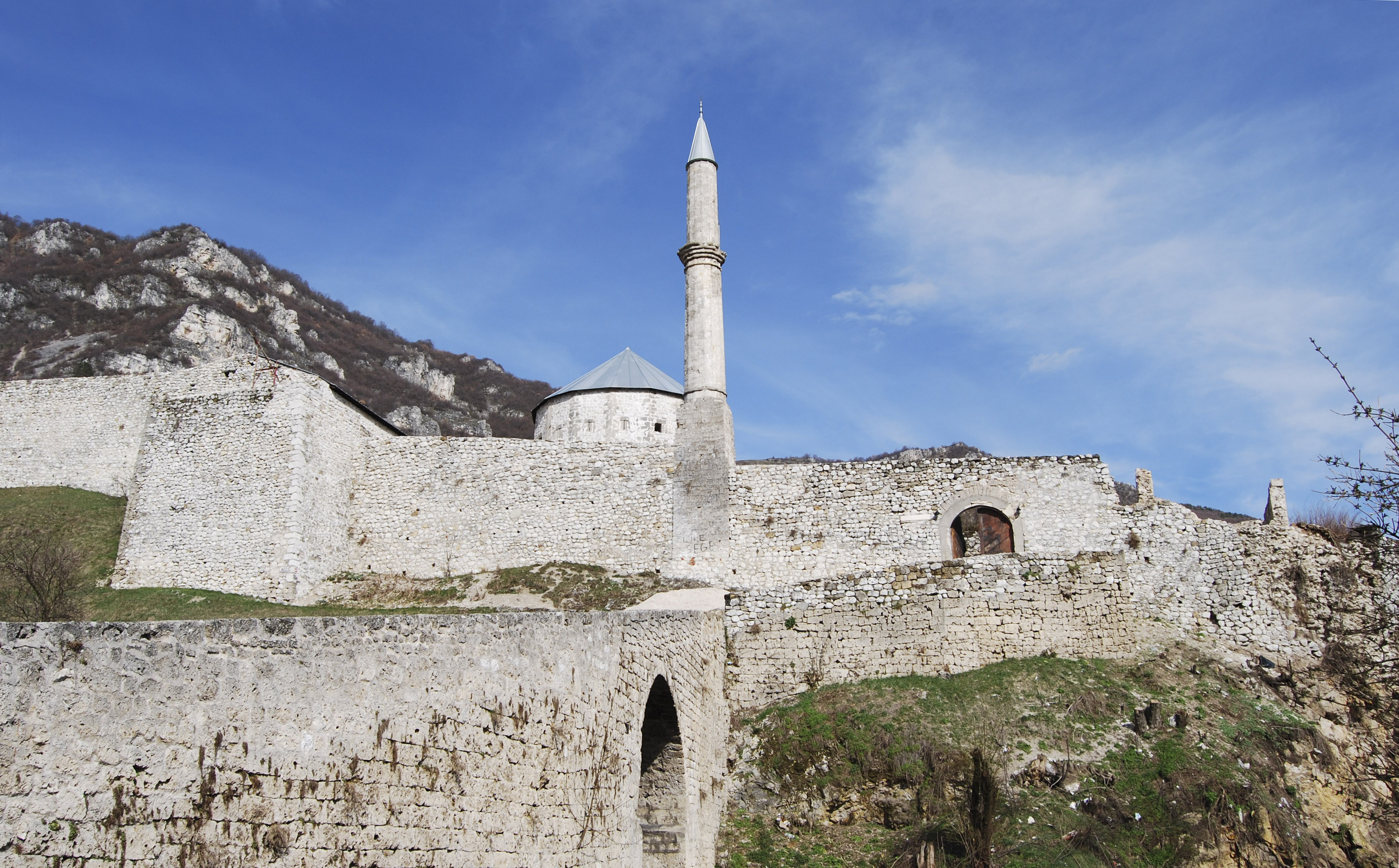
Травницкая крепость

Травник, основанный на одном из холмов горного массива Влашич, впервые упоминается в 1463 году в связи с остановкой здесь турецкого султана Мехмеда II по дороге в Яйце. Крепость была построена до завоевания Боснии турками в 1463 году, на это указывает техника строительства, однако точное время постройки неизвестно. Некоторые авторы относят его строительство ко времени правления Твртко II. Город упоминается в 1503 году в венгерско-турецком договоре. При султане Баязиде II (правл. 1481—1512) в Травнике была построена мечеть. В нём разместился постоянный военный гарнизон. С начала XVIII века до 1851 года Травник был резиденцией боснийских визирей. В этот период в темнице Травника нередко сидели нарушившие закон аги и беги, некоторые из них были казнены. Диздарами города служили: Ахмед-ага (в 1689—1690 годах), Осман-ага (в 1721 году), Ахмед-ага (в 1764 году), Мехмед-ага (в 1787 году) и Ахмед-ага (в 1791 году). В 1878 году старый город был покинут.
Поселения в районе Травника существовали ещё в далеком прошлом, когда кельты, иллирийцы и римляне добывали золото в Лашвинской долине. Городские постройки появились в XI веке, крепость старого города теперь находится в черте Травника.

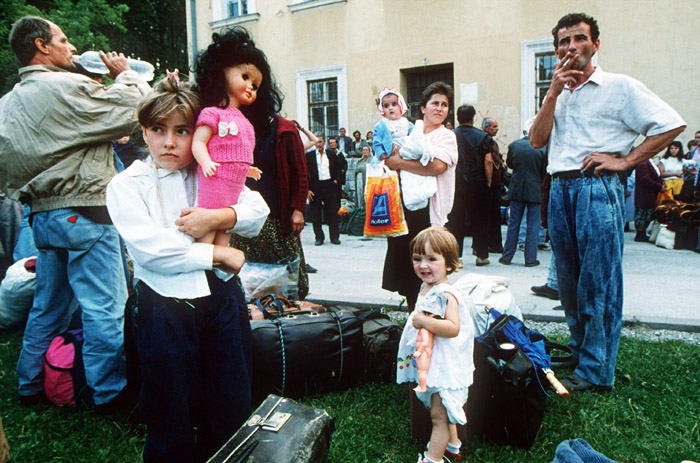
Беженцы в Травнике, 1993 год

В начале XV века территория Травника находилась под властью сплитского воеводы Хрвое Вукчича. Во время османской оккупации Боснии Травник становится коммерческим и торговым центром, а в конце XVII века, после нападения Евгения Савойского на Сараево — столицей Боснийского пашалыка и местом пребывания боснийского визиря. В 1806 году в городе было открыто консульство Франции, а в 1807 году — и Австро-Венгрии. После оккупации Боснии и Герцеговины Австро-Венгрией в 1878 году Травник развивается в западном стиле, в городе появляется железная дорога, электричество, гимназия, а в 1890 году, на достаточно короткое время и факультет теологии — первое высшее учебное заведение в новейшей истории Боснии. В 1941 году, как и вся Босния и Герцеговина, Травник вошёл в состав НГХ. Во время Второй мировой войны, в рамках репрессивной политики НГХ в городе были убиты многие сербы, цыгане и евреи.
Во время войны в Боснии город был сильно повреждён в результате бомбардировок армией боснийских сербов. Кроме того, в районе Травника продолжался конфликт босняков и хорватов. После войны Травник вошёл в состав мусульманско-хорватской федерации и стал центром Среднебоснийского кантона.

## Население
Население общины Травник, по данным 2009 года, составляет 55 тысяч человек. Данные о национальном составе населения в переписи не приводились.

### Динамика изменения численности населения
| Население города Травник |                 |                 |                 |
| год переписи             | 1991            | 1981            | 1971            |
| Босняки                  | 7.373 (38,72 %) | 5.822 (36,64 %) | 5.730 (44,15 %) |
| Хорваты                  | 6.043 (31,73 %) | 5.026 (31,63 %) | 4.538 (34,96 %) |
| Сербы                    | 2.131 (11,19 %) | 1.901 (11,96 %) | 1.894 (14,59 %) |
| Югославы                 | 2.800 (14,70 %) | 2.867 (18,04 %) | 486 (3,74 %)    |
| остальные                | 694 (3,64 %)    | 272 (1,71 %)    | 329 (2,53 %)    |
| всего                    | 19.041          | 15.888          | 12.977          |

## Экономика
Экономика Травника, никогда не имевшая высоких показателей, серьёзно пострадала в начале 1990-х, во время войны. В основном, жители общины задействованы в сельском хозяйстве. В городе существует несколько фабрик, занимающихся обработкой древесины.

## Культура

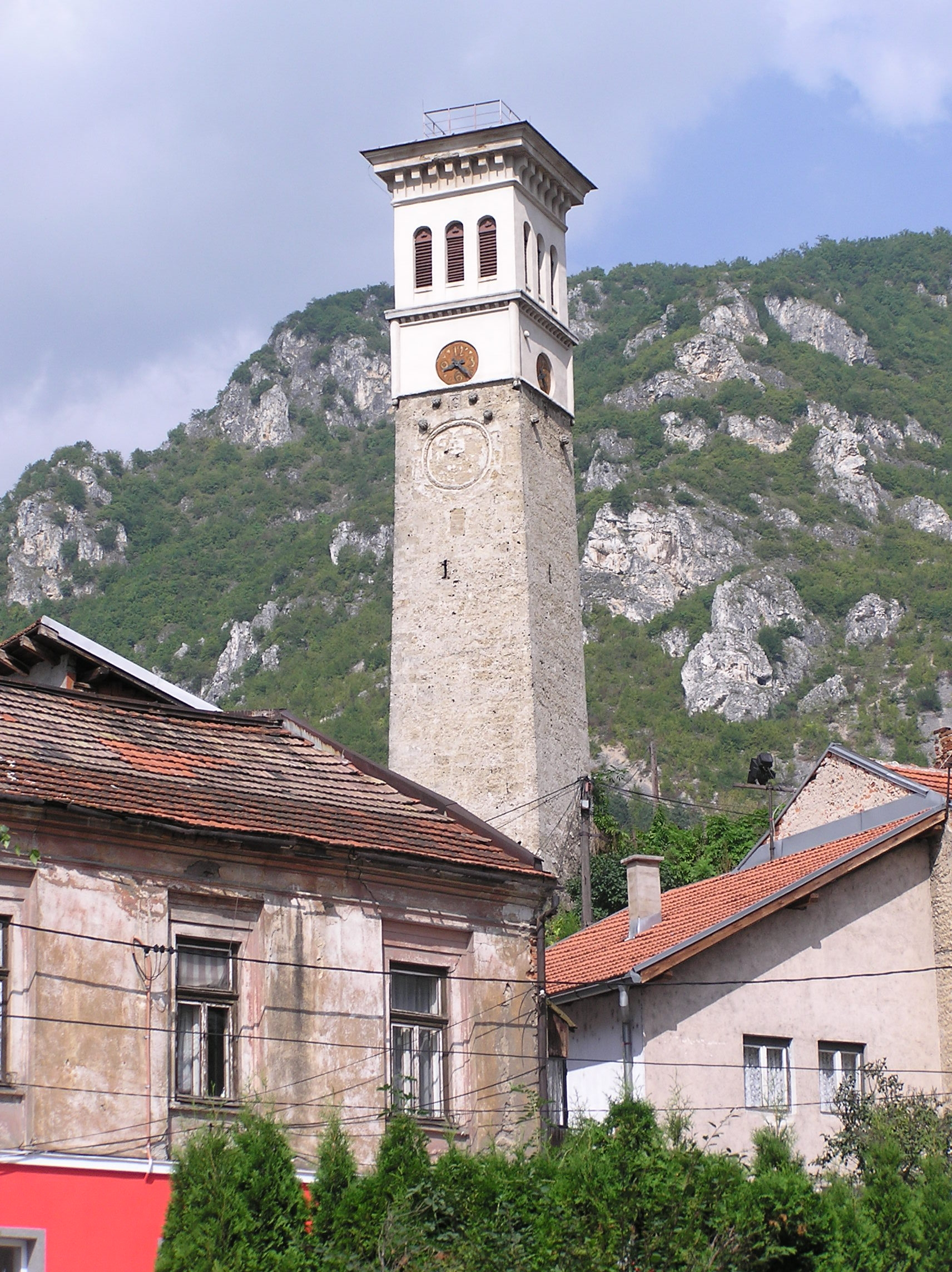
Сахат-кула (Часовая башня)

В старой части Травника существуют множество построек, сохранившихся со времён боснийской независимости в первой половине XV века. В городе множество мечетей и церквей, могил важных исторических фигур, а также прекрасно сохранившихся памятников архитектуры Османской империи. Городской музей, построенный в 1950 году, является одним из самых ярких культурных учреждений в регионе.

## Образование
С 2007 года в Травнике работает частный университет, первоначально включавший в себя 4 факультета (факультеты управления и кинезиологии собственно в Травнике и факультеты права и изобразительного искусства в Киселяке). Позже в состав университета вошли ещё 4 факультета.

## Спорт
В Травнике базируются одноимённые футбольный клуб (ФК «Травник»), баскетбольный клуб, а также женский гандбольный клуб «Борац».

## Достопримечательности
- Мечеть Хаджи-Али-бея
- Ени-джамия (Мечеть Хасана-аги)
- Шарена-джамия (Пёстрая мечеть)
- Церковь Успения Пресвятой Богородицы
- Сахат-кула (часовая башня)

## Знаменитые уроженцы
- Алаупович, Тугомир — хорватский писатель, поэт.
- Баздуль, Мухарем ― сербский и боснийский журналист, переводчик и писатель.
- Иво Андрич — югославский писатель, удостоенный Нобелевской премии в области литературы. Роман «Травницкая хроника» посвящён событиям в городе Травник в начале XIX века.
- Мирослав Блажевич — хорватский футбольный тренер.

## Города-побратимы
- 1972  Крушевац, Сербия
- 2003  Лейпциг, Германия

## Топографическая карта
- Лист карты L-33-IV.